# تیل اسلاید

نگارهٔ آرِستی از این مانور

تیل اسلاید یا سُر دادن دُم (به انگلیسی: Tailslide) یک مانور آکروباتیک است که از پرواز موازی با زمین، به‌یکباره با یک چهارم گردش به یک صعود عمودی و بلند می‌انجامد که با ۱۰۰درصد قدرت موتور انجام می‌شود و تا جایی ادامه می‌یابد که هواگرد تکانه (مومنتوم) خود را به‌کلی ازدست بدهد. هنگامی که سرعت هواگرد به صفر رسید و صعود متوقف شد، خلبان هواگرد خود را تا جای ممکن در حالت معلق در هوا نگه‌می‌دارد. درصورتی که هواگرد دارای فناوری جهت‌دهی رانش باشد، این مرحله بسیار آسانتر انجام می‌شود. مرحلهٔ حفظ تعادل در نقطهٔ اوج، در جنگنده‌های نوین بهتر انجام می‌شود. سپس هنگامی که هواپیما با دم خود شروع به بازگشتن به سمت زمین و سقوط کرد، خلبان دماغه هواپیما را به سمت افق می‌گرداند و پس از یک رول (گردش به دور خود)، مستقیم به سمت زمین شیرجه می‌رود. سپس با یک یک‌چهارم دایره (لوپ) هواگرد را دوباره به سطح پرواز افقی می‌رساند.

مانور تیل اسلاید برای مدتی گذرا، جریان هوای عبوری از موتور را برعکس می‌کند. بسیاری از هواپیماها در این شرایط دچار مشکل می‌شوند یا دچار واماندگی شده یا با صدمات جدی و دفرمه شدن قطعات موتور روبرو می‌شوند. هواپیمای معمولی توانایی انجام این مانور را ندارد. از هواپیماهایی که توانایی انجام این مانور را دارند، می‌توان به سوخو-۵۷، سوخو-۳۵، سوخو-۳۰، سوخو-۲۷ و اف-۲۲ اشاره کرد.

## مانور زنگوله (بِل)
مانور زنگوله یکی از گونه‌های مانور تیل اسلاید است. با این تفاوت که خلبان در خلال آخرین لوپ یک‌چهارم، در راستای محور طولی یک گردش به دور خود (رول) انجام می‌دهد. این لوپ (یک چهارم دایره) می‌تواند به جلو باشد یا به عقب، که در این مورد تصمیم با خلبان است.

## مانور زنگوله کُوچور
این مانور به نوعی است که هواپیما در حالت صعودی به شکل تقریباً عمودی، ناگهان ترمز هوایی را می‌گیرد و دُم هواپیما به هر سو که گرایش پیدا کند، خلبان در همان شرایط مطابق با میل هواپیما مانور را ادامه می‌دهد تا به پرواز افقی با سطح زمین دست پیدا کند.